# موريس تيموثي دولينج
موريس تيموثي دولينج (بالإنجليزية: Maurice Timothy Dooling)‏ (و. 1860 – 1924 م) هو محامي، وقاضي، وسياسي من الولايات المتحدة الأمريكية.